# ROKPA International
 (février 2022).
 (février 2022).

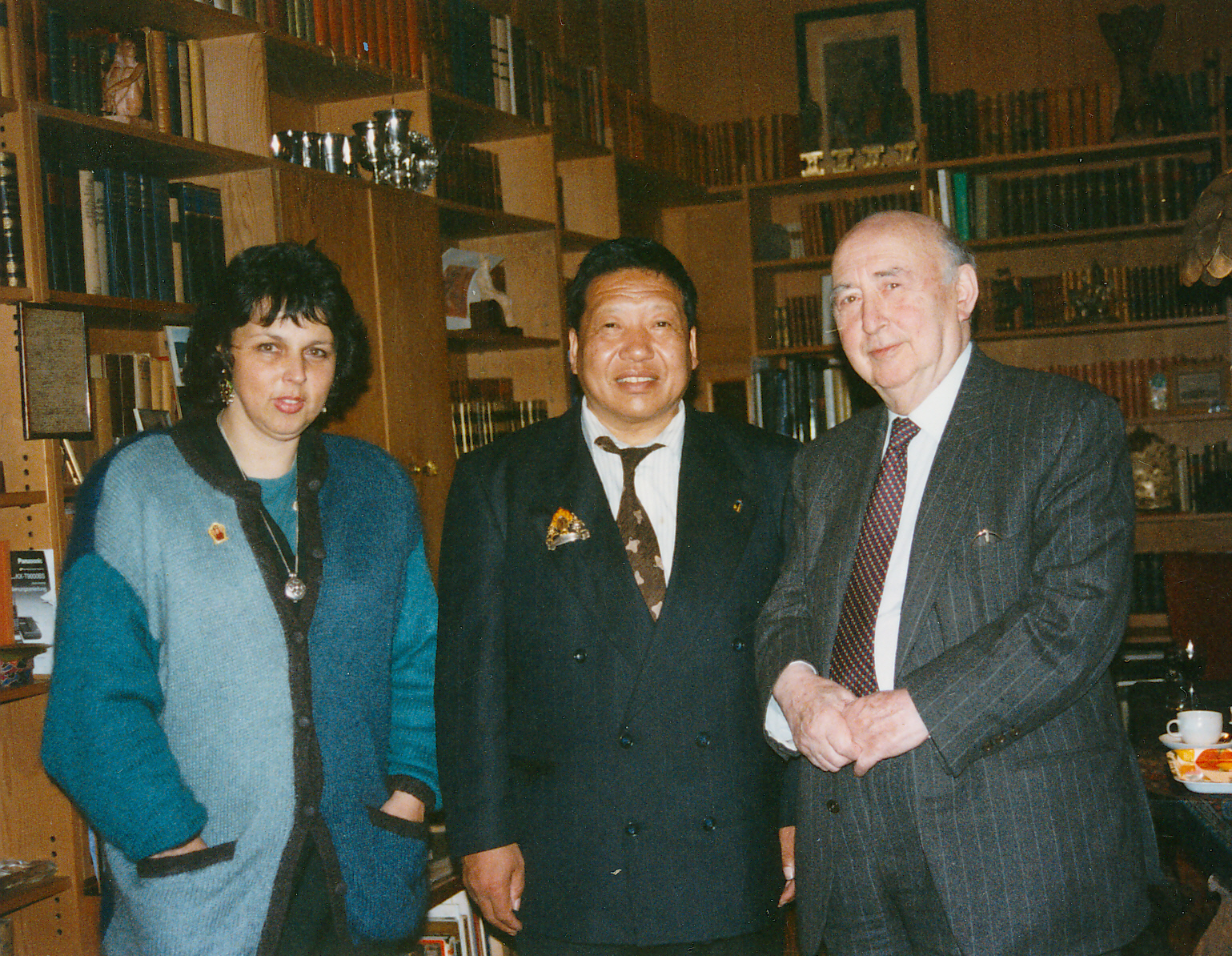
Lea Wyler, Akong Tulku Rinpoché et : le trois fondateurs de ROKPA

ROKPA International (dérivé du mot tibétain ROKPA qui signifie « aider » ou « ami ») est une organisation humanitaire suisse avec siège principal à Zurich. L’organisation est représentée dans 15 pays.
L’organisation humanitaire a pour but d’améliorer la vie des personnes en détresse – indépendamment de leur religion et culture. Les pays pivots sont le Népal, le Zimbabwe et l’Afrique du Sud. Le travail de ROKPA se concentre principalement sur les domaines de l’éducation, de la médecine et de l’alimentation/subsistance.

## Histoire
Le 27 mars 1980, le médecin tibétain et lama, Akong Rinpoche, Lea Wyler et son père Veit Wyler fondèrent une association nommée ROKPA International. Les activités de ROKPA commencèrent avec l’aide aux réfugiés tibétains en Inde et au Népal. En 1990, les premiers projets virent le jour dans les régions tibétaines de Chine.
Dans la même année 1993, la soupe populaire ROKPA ouvrit ses portes pour la première fois à Katmandou. Depuis lors, des centaines de personnes dans le besoin y reçoivent quotidiennement un repas chaud pendant l’hiver. En 1993, une école pour orphelins construite et soutenue par ROKPA fut créée à Youshou, dans le Tibet de l’Est. Par la suite s’y ajouteraient une clinique et un centre de formation en médecine tibétaine.
En 1993 fut inauguré un atelier pour former les femmes à la couture. Jusqu’à présent, 10 femmes trouvent un emploi dans de l’atelier des femmes ROKPA. Elles vendent autant de produits qu’entre-temps cette entreprise sociale est autosuffisante,.
En 1995 furent lancés les premiers projets en Afrique du Sud et au Zimbabwe. La soupe populaire ROKPA ouvrit ses portes à Johannesburg. Elle offre un repas chaud aux chômeurs et sans-abris.
En 2005 fut inaugurée la Maison des Enfants à Katmandou, un foyer pour environ 60 enfants,.
Un autre projet d’entreprise sociale ouvrit en 2009 : la maison d’hôtes à Katmandou. Elle acquit rapidement une bonne réputation auprès des touristes et visiteurs du Népal. Les affaires marchent si bien que l’auberge ROKPA finance une partie des dépenses de la Maison des Enfants située à proximité,.
En plus des projets à long terme, ROKPA offre depuis quelques années du soutien en cas de catastrophes et de l’aide à la reconstruction à la suite d’événements imprévus. Lors du tremblement de terre de Youshou en 2010, ROKPA fournit des tentes et des chaudières au Tibétains sans-abris. En avril et mai 2015, deux séismes dévastateurs frappèrent le Népal. ROKPA déploya une équipe d’intervention pour aider les habitants des villages de montagne isolés en leur fournissant des dons humanitaires et des soins médicaux. Plusieurs écoles détruites pouvaient être reconstruites en 2016.
En 2016, ROKPA se retira en grand parties des territoires tibétains de Chine, le travail étant devenu trop dangereux. Entre 1990 et 2015 ROKPA était une des organisations humanitaires les plus actives dans les hauts plateaux tibétains, notamment dans les domaines de l’éducation et de la médecine.
En 2018 ROKPA ouvrit le centre de formation professionnelle, le Akong Rinpoche Memorial Centre (ARMC) à Katmandou,. Les jeunes y poursuivent une formation à l’hôtellerie en coopération avec EHLsmile (une association sous l’égide de l'École hôtelière de Lausanne). Les femmes de l’atelier élargi suivent une formation de couturière, de tricoteuse ou de tisserand. Les recettes de la maison d’hôtes ROKPA et de l’atelier ROKPA financent en partie l’ARMC.
En 2020, ROKPA fournit une aide d’urgence Covid-19. Les familles démunies du Zimbabwe et d’Afrique du Sud recevaient des colis alimentaires et du matériel didactique pour les enfants. Depuis juin 2021, une clinique mobile sillonne les régions reculées autour de Katmandou pour examiner les gens et les éduquer en matière d’hygiène et des diverses maladies.

## Mission
- Respect pour tous : ROKPA considère que tous les êtres humains sont égaux, pauvres ou riches, indépendamment de leur religion, de leur origine et de leur culture.
- Préserver les traditions : ROKPA a un grand respect du savoir et des connaissances de la population locale
- Soutien à devenir autonome : la population locale est toujours le moteur des projets ROKPA
- L’éducation est une requête centrale : ROKPA accompagne et soutient les étudiants dans la poursuite de leur longue formation et les prépare à une vie autonome.
- Une organisation simple : grâce à de nombreux bénévoles, ROKPA est en mesure de réduire considérablement les coûts administratifs[19].

## Domaines d’activité

### Éducation et prise en charge des enfants des rues, des orphelins et des enfants de familles démunies
Au Népal, ROKPA dirige un foyer pour des enfants qui vivaient dans les rues. Beaucoup sont orphelins ou semi-orphelins. Les enfants et les jeunes sont logés, nourris, encadrés, scolarisés et reçoivent des soins médicaux. Au Zimbabwe, ROKPA se concentre notamment sur l’aide aux enfants handicapés. Ces enfants font souvent l’objet de discriminations, surtout en ce qui concerne l’alimentation, le logement, l’éducation et les soins médicaux. ROKPA soutient ces enfants dans leur scolarité avec le but que les handicapés pourront un jour participer au cours comme tous les autres élèves,.

### Soins médicaux
À Harare, la capitale du Zimbabwe, ainsi que dans un de ses faubourgs, ROKPA gère un point d’accueil pour des personnes démunies. L’accent est mis sur les soins médicaux que de nombreuses personnes vivant dans la pauvreté ne peuvent se permettre. En collaboration avec une pharmacie locale et un cabinet médical, il est possible de prendre en charge les médicaments et les traitements de personnes dans le besoin,.
À Katmandou, un dispensaire médical offre des examens, des traitements et fournit des informations médicales à des personnes qui n’ont pas les moyens de consulter un médecin. Dans des cas graves, ROKPA adresse les patients à un hôpital et prend en charge les frais de traitement.
Depuis 2021, une clinique mobile traverse les routes de l’arrière-pays népalais. En collaboration avec les autorités locales, une équipe de spécialistes composée d’un médecin et de deux infirmières, se rend dans les villages isolés pour examiner et soigner les pauvres qui n’ont pratiquement pas accès aux soins de santé de base.

### Alimentation/Subsistance
ROKPA gère deux soupes populaires, une à Katmandou et l’autre à Johannesburg,. Tous les deux sont entièrement accompagnées et dirigées par des bénévoles. La soupe populaire de Katmandou est ouverte tous les jours pendant les mois d’hiver. Elle sert le petit déjeuner et le déjeuner aux personnes dans le besoin.
Une fois par semaine, un groupe de bénévoles distribue aux sans-abris dans les quartiers les plus pauvres de Johannesburg, une soupe, des sandwiches et de couvertures qui donnent chaud en hiver.

## Financement
Les membres du conseil d’administration de ROKPA International sont bénévoles. À cela s’ajoute beaucoup d’heures de bénévolat effectuées chaque année par de nombreuses personnes. En 2020, leur nombre s’élevait à 9 000 heures. D’après les propres indications de ROKPA, près de 90% des dons affluent directement aux projets.

## Ambassadeurs ROKPA
Plusieurs célébrités se sont mises à disposition comme ambassadeurs de ROKPA, parmi eux Charles Dance (acteur, scénariste, réalisateur), Marc Forster (réalisateur), Sandra Studer (animatrice TV) et Andreas Vollenweider (harpiste).

## Liste des références
1. ↑  (en) « ROKPA Network », sur ROKPA International (consulté le 8 février 2022)
2. ↑  (en) « What we do », sur ROKPA International (consulté le 8 février 2022)
3. ↑  « Lea Wyler, Spendensammlerin », sur www.lukesch.ch (consulté le 8 février 2022)
4. ↑  (en) « Womens Workshop », sur ROKPA International (consulté le 8 février 2022)
5. ↑  (en-US) Seth Sherwood, « In Frenetic Katmandu, Finding a Quiet Space », The New York Times,‎ 4 février 2009 (ISSN 0362-4331, lire en ligne, consulté le 8 février 2022)
6. 1 2 3  (en) « Soup Kitchen », sur ROKPA International (consulté le 8 février 2022)
7. 1 2  (en) « Childrens Home », sur ROKPA International (consulté le 8 février 2022)
8. ↑  (de-CH) Von Guido Felder, « Die Strassenkinder des Schwizer Hilfswerks Rokpa: Sie alle überlebten, weil sie den Ernstfall immer wieder geübt hatten », sur Blick, 27 avril 2015 (consulté le 8 février 2022)
9. ↑  « ROKPA:  Guesthouse Home. | Located 3 minutes away from the Bouddhanath Stupa, the ROKPA Guest House supports ROKPA NGO social projects in Nepal. », sur www.rokpaguesthouse.org (consulté le 8 février 2022)
10. ↑  « Katmandou, une renaissance », Le Monde.fr,‎ 4 mai 2018 (lire en ligne, consulté le 8 février 2022)
11. ↑  (en) « Quake appeal », sur www.scotsman.com (consulté le 8 février 2022)
12. ↑  (en-US) « Students Work with Nepalese Communities in Earthquake Recovery | Syracuse University News », 4 novembre 2015 (consulté le 8 février 2022)
13. ↑  (en) « Earthquake Relief », sur ROKPA International (consulté le 8 février 2022)
14. ↑  (de) Clementine Hegner-van Rooden, « Erdbeben im bau- kulturellen Erbe Erdbebenertüchtigtes Akong Rinpoche Memorial Center in Boudha (NPL) | Espazium », sur www.espazium.ch, 2 juillet 2019 (consulté le 8 février 2022)
15. ↑  « Building-Award 2019 - Building-Award », sur www.building-award.ch (consulté le 8 février 2022)
16. ↑  (en) « Hospitality Training », sur ROKPA International (consulté le 8 février 2022)
17. ↑  (en) « SWISS Magazine March 2018 - THESSALONIKI by Swiss International Air Lines - Issuu », sur issuu.com (consulté le 8 février 2022)
18. ↑  (en) « Covid-19 Relief », sur ROKPA International (consulté le 8 février 2022)
19. ↑  (en) « Core Values », sur ROKPA International (consulté le 8 février 2022)
20. ↑  (en) « Helping Kids », sur ROKPA International (consulté le 8 février 2022)
21. 1 2  « Zimbabwe: Provincial Humanitarian Presence - Who What Where, Overview (as of July 2013) | ReliefWeb Mobile », sur m.reliefweb.int (consulté le 8 février 2022)
22. ↑  (en) « Drop-In Centers », sur ROKPA International (consulté le 8 février 2022)
23. ↑  (en) « Soup Kitchen », sur ROKPA International (consulté le 8 février 2022)
24. ↑  (de-CH) « Marc Forster, Regisseur: Für Rokpa Hilfsprojekt engagiert er sich », sur Schweizer Illustrierte (consulté le 8 février 2022)
25. ↑  (de) « ROKPA-Kids: unvergesslich berührend! », sur Andreas Vollenweider & Friends (consulté le 8 février 2022)